# Only the Lonely
Singles de Roy Orbison
Up Town
(1959) Blue Angel
(1960)
Only the Lonely (Know the Way I Feel) est une chanson de l'auteur-compositeur-interprète américain Roy Orbison. Il l'a écrit avec Joe Melson.
Roy Orbison a sorti la chanson en single sur le label Monument Records en mai 1960. Elle est devenue son premier succès international.
Aux États-Unis, la chanson a atteint la 2e place dans le Hot 100 de Billboard et la 14e place dans le classement rhythm and blues du même magazine. Au Royaume-Uni, elle est aussi devenue très populaire : le single avec la chanson a passé deux semaines à la première place du classement national.

## Accolades
Le single original de Roy Orbison, publié sur le label Monument Records en 1960, fut inscrit au Grammy Hall of Fame en 1999.
La chanson fut aussi incluse dans la sélection des « 500 chansons qui ont façonné le rock 'n' roll  » (500 Songs that Shaped Rock and Roll) du Rock and Roll Hall of Fame.